# Universitair Ziekenhuis Brussel
Het Universitair Ziekenhuis Brussel (vroegere naam AZ-VUB: Academisch Ziekenhuis VUB) is het ziekenhuis van de Vrije Universiteit Brussel. Het is verbonden aan de Faculteit Geneeskunde en Farmacie van de VUB en werkt nauw samen met het departement Gezondheidszorg van de Erasmushogeschool Brussel. Deze drie vormen samen met Health City de Medische Campus Jette. Deze is gevestigd in Jette, een van de negentien gemeenten van het Brussels Hoofdstedelijk Gewest.
Het ziekenhuis werd in 1977 opgericht vanuit de VUB door de drijvende kracht van Frans De Pauw.
Het UZ Brussel heeft een regionale functie en is zo de thuisbasis van een MUG-dienst, maar heeft ook een opleidingsfunctie, bijvoorbeeld voor studenten geneeskunde van de VUB en voor studenten verpleegkunde van de Erasmushogeschool Brussel. Verder wordt er ook aan wetenschappelijk onderzoek gedaan.
Het UZ Brussel telt bijna 4.200 medewerkers. Met 721 ziekenhuisbedden is het UZ Brussel jaarlijks goed voor meer dan 30.000 opnames, bijna evenveel dagopnames, 360.000 raadplegingen, en dit voor patiënten uit binnen- en buitenland. De voertaal is Nederlands en het ziekenhuis heeft een pluralistische visie.
Het bestaat uit een ziekenhuis voor volwassenen, met een polikliniek, en een kinderziekenhuis. Vooral het centrum voor Reproductieve Geneeskunde is internationaal bekend. Het vervult een pioniersrol voor reproductieve technieken. Zo werd er ICSI (Intracytoplasmatische sperma-injectie) ontwikkeld. Er zijn echter nog een groot aantal diensten, waaronder de grootste spoedgevallendienst van Vlaanderen. Het ziekenhuis was in 2021 een van de drie door de Europese Organisatie van Kankerinstituten (OECI) geaccrediteerd als een geïntegreerd multidisciplinair centrum voor kankerbehandeling en -onderzoek.
Aan het UZ Brussel zijn drie bus- en tramhaltes: "UZ Pediatrie", "UZ Brussel" en "UZ-VUB". De eerste twee zijn stopplaatsen voor de MIVB-bussen 13, 53 en 84. De laatste is de eindhalte van de bussen 13, 14 en 53. Tram 9 die sinds september 2018 in werking is gesteld, stopt aan deze drie haltes, net zoals bus 820 van De Lijn.

## Incident
In 2022 werd een hoogzwangere asielzoekster geweigerd in het UZ Brussel toen ze moest bevallen, maar geen 2.000 euro cash kon betalen. Het ziekenhuis verklaarde later het voorval te betreuren en gaf de medewerker die de vrouw weigerde, een sanctie. De vrouw beviel uiteindelijk in het Brugmannziekenhuis in Brussel.